# Mark Hollands
Mark Hollands (...) è un astronomo britannico.
Laureatosi in fisica nel 2010, ha conseguito il dottorato in astronomia nel 2018, entrambi all'Università di Warwick.
Il Minor Planet Center lo accredita per la scoperta dell'asteroide 580301 Aznarmacías, effettuata il 23 settembre 2014, in collaborazione con Ovidiu Vaduvescu.